# Заступник начальника штабу ВМФ (Велика Британія)
Заступник начальника штабу ВМФ (Велика Британія) (англ. Deputy Chief of the Naval Staff (United Kingdom), DCNS) — друга в ієрархії Королівського військово-морського флоту Великої Британії військова посадова особа в ранзі тризіркового адмірала, яка є головним та безпосереднім заступником першого морського лорда та начальника військово-морського штабу Департаменту оборони Великої Британії.

## Список заступників начальника штабу Королівського ВМФ

### Список заступників начальника штабу Королівського ВМФ (1917—1941)
| №  | Заступник начальника штабу ВМФ                                        | Фото | Початок повноважень | Закінчення повноважень | Прим. |
| -- | --------------------------------------------------------------------- | ---- | ------------------- | ---------------------- | --- |
| 1  | віцеадмірал Олівер Френсіс Генрі (22 січня 1865 — 15 жовтня 1965)     |      | липень 1917         | січень 1918            | Командувач Резервного флоту (1919—1920), Другий морський лорд (1920—1924), командувач Атлантичного флоту (1924—1927)                             |
| -  | контрадмірал Сідні Фрімантл (16 листопада 1867 — 29 квітня 1958)      |      | січень 1918         | травень 1919           | ТВО; Головнокомандувач, Портсмут (1923—1926) |
| 2  | контрадмірал Джеймс Фергюссон (16 квітня 1871 — 13 квітня 1942)       |      | травень 1919        | серпень 1919           | Командувач Північноамериканської та Західно-Індійської Станції (1924—1926)                                                                       |
| 3  | віцеадмірал Осмонд Брок (5 січня 1869 — 15 жовтня 1947)               |      | серпень 1919        | листопад 1921          | Командувач Середземноморського флоту (1922—1925), Головнокомандувач, Портсмут (1926—1929)                                                        |
| 4  | віцеадмірал Роджер Кіз (4 жовтня 1872 — 26 грудня 1945)               |      | листопад 1921       | травень 1925           | Командувач Середземноморського флоту (1925—1928), Головнокомандувач, Портсмут (1929—1931)                                                        |
| 5  | віцеадмірал Фредерік Філд (18 квітня 1871 — 24 жовтня 1945)           |      | травень 1925        | травень 1928           | Перший морський лорд (1930—1933), командувач Середземноморського флоту (1928—1930), ескадри лінійних крейсерів (1923—1925)                       |
| 6  | віцеадмірал Вільям Вордсворт Фішер (26 березня 1875 — 24 червня 1937) |      | травень 1928        | червень 1930           | Четвертий морський лорд (1927—1928), командувач Середземноморського флоту (1932—1936), Головнокомандувач, Портсмут (1936—1937)                   |
| 7  | адмірал Фредерік Чарльз Дрейер (8 січня 1878 — 11 грудня 1956)        |      | червень 1930        | січень 1933            | Командувач Китайської станції (1931—1936) |
| 8  | віцеадмірал Чарльз Літтл (14 червня 1882 — 20 червня 1973)            |      | січень 1933         | жовтень 1935           | Командувач Китайської станції (1936—1938), Другий морський лорд (1938—1941), Головнокомандувач, Портсмут (1942—1945)                             |
| 9  | віцеадмірал Вільям Мілбурн Джеймс (22 грудня 1881 — 17 серпня 1973)   |      | жовтень 1935        | жовтень 1938           | Командувач ескадри лінійних крейсерів (1932—1934), Головнокомандувач, Портсмут (1939—1942)                                                       |
| 10 | віцеадмірал Ендрю Браун Каннінгем (7 січня 1883 — 12 червня 1963)     |      | жовтень 1938        | травень 1939           | Командувач ескадри лінійних крейсерів (1937—1938), командувач Середземноморського флоту (1939—1942; 1942—1943), Перший морський лорд (1943—1946) |
| 11 | віцеадмірал Томас Спенсер Філліпс (19 лютого 1888 — 10 грудня 1941)   |      | червень 1939        | жовтень 1941           | Командувач Східного флоту (1941), командувач Китайської станції (1941)                                                                           |

### Список віценачальників штабу Королівського ВМФ (1941—1985)
| №  | Віценачальник штабу ВМФ                                             | Фото | Початок повноважень | Закінчення повноважень | Прим. |
| -- | ------------------------------------------------------------------- | ---- | ------------------- | ---------------------- | --- |
| 12 | віцеадмірал Генрі Рутвен Мур (29 серпня 1886 — 2 квітня 1952)       |      | 21 жовтня 1941      | 7 червня 1943          | Командувач Домашнього флоту (1944—1945), Головнокомандувач, Нор (1948—1950) |
| 13 | віцеадмірал Едвард Невілл Сіфрет (20 червня 1889 — 10 грудня 1972)  |      | 8 червня 1943       | жовтень 1945           | Військово-морський секретар (1939—1941), командувач Домашнього флоту (1945—1948) |
| 14 | віцеадмірал Родерік Макґріґор (12 квітня 1893 — 3 грудня 1959)      |      | жовтень 1945        | жовтень 1947           | Командувач Домашнього флоту (1948—1950), Головнокомандувач, Плімут (1950—1951), Перший морський лорд (1951—1955)                                                                                  |
| 15 | віцеадмірал Джон Едельстен (12 травня 1891 — 10 лютого 1966)        |      | жовтень 1947        | листопад 1949          | Командувач Середземноморського флоту (1950—1952), Головнокомандувач, Портсмут (1952—1955) |
| 16 | віцеадмірал Джордж Крізі (13 жовтня 1895 — 31 жовтня 1972)          |      | листопад 1949       | жовтень 1951           | П'ятий морський лорд (1948—1949), Командувач Домашнього флоту (1952—1954), Головнокомандувач, Портсмут (1954—1957)                                                                                |
| 17 | віцеадмірал Гай Грентем (9 січня 1900 — 8 вересня 1992)             |      | жовтень 1951        | квітень 1954           | Командувач Середземноморського флоту (1954—1957), Головнокомандувач, Портсмут (1957—1959) |
| 18 | віцеадмірал Вільям Велклоуз Девіс (11 жовтня 1901 — 29 жовтня 1997) |      | квітень 1954        | травень 1957           | Військово-морський секретар (1950—1952), командувач Домашнього флоту (1958—1960) |
| 19 | віцеадмірал Каспар Джон (22 березня 1903 — 11 липня 1984)           |      | травень 1957        | лютий 1960             | Перший морський лорд (1960—1963) |
| 20 | віцеадмірал Волтер Коучмен (19 березня 1905 — 2 травня 1981)        |      | лютий 1960          | листопад 1960          | |
| 21 | віцеадмірал Варіл Бегг (1 жовтня 1908 — 13 липня 1995)              |      | січень 1961         | лютий 1963             | Командувач Далекосхідного командування (1963—1965), Головнокомандувач, Портсмут (1965—1966), Перший морський лорд (1966—1968)                                                                     |
| 22 | віцеадмірал Джон Фревен (28 березня 1911 — 1 вересня 1975)          |      | лютий 1963          | квітень 1965           | Командувач Домашнього флоту (1965—1967), Головнокомандувач, Портсмут (1967—1969) |
| 23 | віцеадмірал Джон Фіцрой Буш (1 листопада 1914 — 10 травня 2013)     |      | квітень 1965        | серпень 1967           | Командувач Західного флоту (1967—1970) |
| 24 | віцеадмірал Пітер Гілл-Нортон (8 лютого 1915 — 16 травня 2004)      |      | серпень 1967        | грудень 1968           | Другий морський лорд (1967), Командувач Далекосхідного командування (1969—1970), Перший морський лорд (1970—1971), Голова штабу оборони (1971—1973), Голова Військового комітету НАТО (1974—1977) |
| 25 | віцеадмірал Едвард Ешмор (11 грудня 1919 — 28 квітня 2016)          |      | грудень 1968        | січень 1971            | Командувач Західного флоту (1971), Головнокомандувач флоту (1971—1973), Перший морський лорд (1974—1977), Голова штабу оборони (1977)                                                             |
| 26 | віцеадмірал Теренс Левен (19 листопада 1920 — 23 січня 1999)        |      | січень 1971         | жовтень 1973           | Головнокомандувач флоту (1973—1975), Перший морський лорд (1977—1979), Голова штабу оборони (1979—1982)                                                                                           |
| 27 | віцеадмірал Джон Трічер (23 вересня 1924 — 30 квітня 2018)          |      | жовтень 1973        | квітень 1975           | Головнокомандувач флоту (1975—1977) |
| 28 | віцеадмірал Реймонд Ліго (15 березня 1924 — 7 березня 2012)         |      | квітень 1975        | січень 1978            | |
| 29 | віцеадмірал Ентоні Сторрс Мортон (6 листопада 1923 — 6 травня 2006) |      | січень 1978         | липень 1980            | Постійний представник Великої Британії при НАТО (1980—1983) |
| 30 | віцеадмірал Вільям Ставлі (10 листопада 1928 — 13 жовтня 1997)      |      | липень 1980         | жовтень 1982           | Головнокомандувач флоту (1982—1985), Перший морський лорд (1985—1989) |
| 31 | віцеадмірал Пітер Стенфорд (11 липня 1929 — 22 травня 1991)         |      | жовтень 1982        | жовтень 1985           | |

### Список заступників начальника штабу Королівського ВМФ (2012—по т.ч.)
| №  | Заступник начальника штабу ВМФ                      | Фото | Початок повноважень | Закінчення повноважень | Прим. |
| -- | --------------------------------------------------- | ---- | ------------------- | ---------------------- | --- |
| 32 | віцеадмірал Філіп Джонс (нар. 14 лютого 1960)       |      | 30 листопада 2012   | 8 квітня 2016          | Перший морський лорд (2016–2019) |
| 33 | віцеадмірал Джонатан Вудкок (нар. 5 липня 1962)     |      | 8 квітня 2016       | 27 березня 2018        | Військово-морський секретар (2012–2015), Другий морський лорд (2015–2018)                                                                            |
| 34 | віцеадмірал Ентоні Радакін (нар. 10 листопада 1965) |      | 27 березня 2018     | 26 квітня 2019         | Другий морський лорд та заступник начальника штабу ВМФ з персоналу (2018–2019), Перший морський лорд (2019–2021), Голова штабу оборони (з 2021 року) |
| 35 | віцеадмірал Нік Гайн (нар. 4 лютого 1966)           |      | 26 квітня 2019      | 12 січня 2022          | Другий морський лорд та заступник начальника штабу ВМФ з персоналу (2019–2022)                                                                       |
| 36 | віцеадмірал Мартін Коннелл (нар. 1968)              |      | 12 січня 2022       | у посаді               | |